# Académie frisonne

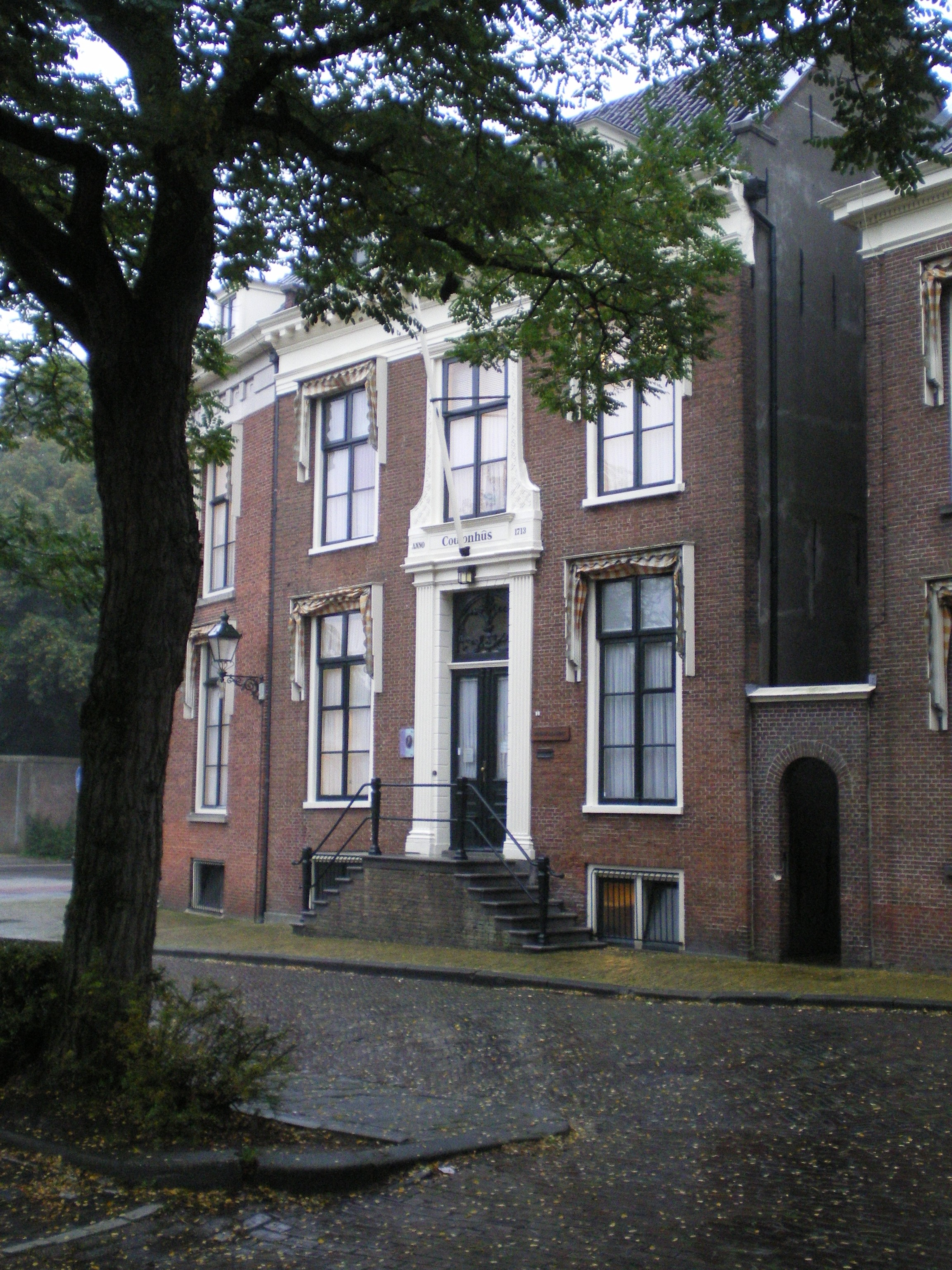
Siège de l'Académie frisonne à Ljouwert (Leeuwarden)

L'Académie frisonne (en frison occidental Fryske Akademy) a été créée en 1938. C'est un institut de recherche et de documentation sur la Frise et sur la langue frisonne occidentale et la culture frisonnes, rattaché à l'Académie royale des arts et des sciences néerlandaise. L'Académie compte une soixantaine de collaborateurs. Sur le plan juridique, elle a le statut de fondation. Son siège est à Leeuwarden (Ljouwert en frison).

## Histoire
Dès le XIXe siècle, aux Pays-Bas, dans les années qui suivent la fermeture par Napoléon de l'université frisonne de Franeker à l'époque de l'occupation française, deux organisations militent pour l'émancipation et la reconnaissance de la langue frisonne occidentale à parité avec le néerlandais : la Société frisonne d'histoire, d'archéologie et de linguistique, fondée en 1827, et la Société de langue et de philologie frisonne, dont la création remonte à 1844.
C'est en 1938, avec le soutien des pouvoirs publics, qu'est créée l'Académie frisonne grâce à l'engagement de personnalités telles que Geert Aeilco Wumkes (1869-1954), historien, pasteur, théologien et traducteur en frison occidental, notamment, de la Bible et du Voyage du Pèlerin de John Bunyan, et de Titus Brandsma (1881-1942), autre grand nom du Mouvement frison: théologien catholique, philosophe, journaliste, traducteur de Thérèse d'Avila et résistant antinazi de la première heure, il sera déporté et assassiné à Dachau.  
Le siège de l'Académie est l'Hôtel Coulon (en frison Coulonhûs), un hôtel particulier du XVIIIe siècle qui appartenait autrefois à Anthonius Coulon, architecte d'origine française issu d'une famille de réfugiés huguenots.
La langue véhiculaire de l'Académie est le frison occidental (article premier du Statut de 2005). L'usage d'autres langues est admis.

## Mission
L'Académie a pour mission la constitution d'un corps de chercheurs ayant pour objet d'étude la Frise, le peuple frison et la culture frisonne au sens large. Il existe des groupes de travail dans des domaines aussi variés que la généalogie, la musicologie, l'archéologie, la biologie... Ces groupes se composent pour une part de scientifiques, pour une part d'amateurs, et sont financés par des donateurs privés dont le nombre est évalué à environ 3000. 
L'Académie effectue également des travaux de recherche à la demande de tiers - le gouvernement provincial frison par exemple. 

## Activités
Les activités de l'Académie sont réparties en trois sections:
- sciences sociales
- histoire, littérature et onomastique
- linguistique.

L'Académie a élaboré un système d'information historico-géographique (HISGIS) alliant  cadastre et autres informations sur l'histoire de la Frise.
Elle collabore également au projet Mercator, le réseau d'information sur les langues minoritaires de l'Union européenne. À ce titre, elle abrite le Centre européen pour le multilinguisme et l'apprentissage des langues, cofinancé par la province de Frise et la ville de Leeuwarden. Ce centre travaille en étroite collaboration avec quatre autres instituts de recherche en Catalogne, au Pays de Galles, en Hongrie et en Suède. 
En juillet 2010, l'Académie accueille le 14e congrès d'Euralex, l'Association européenne de lexicographie, consacré principalement à la lexicographie des langues minoritaires.
L'Académie frisonne entretient également des contacts avec des institutions similaires ailleurs en Europe. Elle collabore par exemple aec l'Académie de la langue basque (Euskaltzaindia), avec laquelle elle a signé un accord de coopération et organise des séminaires, conférences, ateliers, congrès, etc. sur les langues minoritaires. Les deux académies ont entrepris de regrouper au sein d'un réseau les académies de langues minoritaires de l'Union européenne.

## Lexicographie
Le pionnier de la lexicographie frisonne est le pasteur Joast Hiddes Halbertsma (1789-1869), auteur du Lexicon Frisicum, qui fut publié à titre posthume en 1872 par son fils Tsjalling Halbertsma. En 1879, les autorités provinciales frisonnes décidèrent de soutenir le projet de Dictionnaire frison occidental (Friesch Woordenboek) placé sous la direction de Waling Dykstra (1821-1914). Cet ouvrage, dont la publication s'étendit de 1900 à 1911, ne fit toutefois pas l'unanimité. Après la création de l'Académie frisonne en 1938, un nouveau projet de dictionnaire englobant à la fois le corpus du dictionnaire de Halbertsma et celui du Friesch Woordenboek vit le jour.
En 2016, l'Académie est engagée dans plusieurs projets :
- le Dictionnaire de la langue frisonne (en frison Wurdboek fan de Fryske Taal, en abrégé WFT) en 22 volumes de 400 pages chacun. Sa rédaction a commencé en 1960. Le débat autour du choix de la métalangue (frison occidental ou néerlandais) donna lieu à de vives controverses qui retardèrent les travaux de rédaction, et le premier tome parut finalement en 1984. L'ouvrage couvre la période 1800-1975. Les définitions des mots sont en néerlandais et accompagnées de citations. Le choix du néerlandais comme métalangue en fait un ouvrage hybride, à mi-chemin entre le dictionnaire explicatif et le dictionnaire traductif. Par le jeu des citations, le WFT remplit également un rôle de "musée" ou de miroir de la langue et de la société frisonnes. L'informatisation a permis une accélération des travaux. Depuis 2010, le WFT est également disponible en ligne.

- le petit dictionnaire frison occidental
- le dictionnaire du dialecte de la commune de It Bilt (en néerlandais Het Bildt)
- le dictionnaire du dialecte de Hylpen (en néerlandais Hindeloopen)
- le dictionnaire du dialecte de l'île d'Amelân (en néerlandais Ameland)

L'Académie a également publié des dictionnaires bilingues:
- un dictionnaire frison occidental-néerlandais et néerlandais-frison occidental:

J. W. Zantema et W. Visser Frysk-Nederlândsk/Nederlândsk-Frysk Wurdboek (2 tomes de 1220 et 920 pages), A.J. Osinga Uitgeverij, Drachten/Ljouwert 1984  
- un dictionnaire frison occidental-anglais et anglais-frison occidental:

Anne Dykstra Frysk-Ingelsk Wurdboek, Afûk & Fryske Akademy, Ljouwert 2000. 
Parmi les autres projets lexicographiques de l'Académie figurent la publication d'un thésaurus bilingue frison occidental-néerlandais et l'édition complète des travaux lexicographiques de J. H. Halbertsma. Enfin, la rédaction de deux dictionnaires historiques, concernant l'un l'ancien frison (XIe-XVIe siècle) et l'autre le moyen frison (XVIIe-XVIIIe siècle), est également envisagée.

## Autres publications
Indépendamment de ses travaux dans le domaine de la lexicographie, l'Académie frisonne publie également des revues, des ouvrages scientifiques (plus d'un millier à ce jour) et des rapports en frison occidental, en néerlandais et dans diverses langues étrangères.
La revue trimestrielle en langue frisonne occidentale It Beaken existe depuis la création de l'Académie. Elle est consacrée principalement à l'histoire, à la langue, à la littérature et à la sociologie. L'Académie édite également, en collaboration avec la Société frisonne, la revue bilingue (frison-néerlandais) De Vrije Fries, fondée en 1839.